# Thunbergia napperae
Thunbergia napperae är en akantusväxtart som beskrevs av Mwachala, Malombe och Vollesen. Thunbergia napperae ingår i släktet thunbergior, och familjen akantusväxter. Inga underarter finns listade i Catalogue of Life.